# Август Бенінг
Август Бенінг (нім. August Böning; 15 серпня 1891, Дуйсбург — 1 липня 1964, Екернферде) — німецький військово-морський чиновник (скарбник) і офіцер, контрадмірал крігсмаріне.

## Біографія
1 квітня 1910 року вступив у кайзерліхмаріне. Учасник Першої світової війни. Після демобілізації армії залишений в рейхсмаріне. З 4 квітня 1939 року — кадровий консультант в штабі військово-морської станції «Нордзе». З 27 січня 1940 року — головний консультант кадрового відділу ОКМ. З 15 червня 1943 року — начальник відділу продовольства і уніформи вищого адміністративного штабу командування Балтійського моря, одночасно уповноважений головний інтендант ділянки «Східний Свінемюнде» і начальник відділу вищого адміністративного штабу Альбака. 30 червня 1045 року взятий в полон, в серпні звільнений.

## Нагороди
- Залізний хрест
  - 2-го класу (18 серпня 1916)
  - 1-го класу (9 жовтня 1919)
- Галліполійська зірка (Османська імперія; 13 грудня 1916)
- Орден Меджида 5-го ступеня з шаблями (Османська імперія; 26 листопада 1917)
- Срібна медаль «Ліакат» з шаблями (Османська імперія; 17 січня 1918)
- Почесний хрест ветерана війни з мечами
- Медаль «За вислугу років у Вермахті» 4-го, 3-го, 2-го і 1-го класу (25 років; 2 жовтня 1936) — отримав 4 нагороди одночасно.
- Медаль «У пам'ять 1 жовтня 1938 року» (30 грудня 1939)
- Хрест Воєнних заслуг
  - 2-го класу з мечами (30 січня 1941)
  - 1-го класу з мечами